# أبيل 1185
أبيل 1185 هو عنقود مجري مذكور في فهرس أبل في كوكبة الدب الأكبر يبعد حوالي 400 مليون سنة ضوئية عن الأرض ويمتد لحوالي مليون سنة ضوئية. وهو عضو في عنقود الأسد المجري الهائل. المجرة المحدبة NGC 3550  واحدة من ألمع المجرات في عنقو أبيل 1185 المجري.ومن ألمع أعضاء العنقود مجرة NGC 3561 مجرة القيثارة- NGC 3552 وNGC 3554.

## وصلات خارجية
- أيبل-1185 على موقع ويكي سكاي: DSS2, SDSS, GALEX, IRAS, Hydrogen α, X-Ray, Astrophoto, Sky Map, Articles and images
- Astronomy Picture of the Day